# Tarantasca
Tarantasca – miejscowość i gmina we Włoszech, w regionie Piemont, w prowincji Cuneo.
Według danych na rok 2004 gminę zamieszkiwało 1937 osób, 161,4 os./km².